# Niño Jesús de Praga
El Divino Niño Jesús de Praga (en checo: Pražské Jezulátko) es una imagen de cera de Jesús en su etapa infantil, que se encuentra en la Iglesia de Santa María de la Victoria y San Antonio de Padua (Kostel Panny Marie Vítězné a svatého Antonína Paduánského), en la calle carmelita del barrio de Malá Strana, en la ciudad de Praga (capital de la República Checa). Según leyendas piadosas,   la imagen del Milagroso Niño Jesús de Praga perteneció en su día a Santa Teresa de Jesús y es considerada una imagen milagrosa, especialmente entre las mujeres embarazadas. La imagen fue donada a los frailes Carmelitas Descalzos en 1628 por la noble Polixena de Lobkowitz.
La estatua es una de las advocaciones de la infancia de Jesucristo, entre las que también se encuentran el Santo Niño de Atocha en España y América Latina, el Santo Niño de Cebú en Filipinas, el Santo Bambino de Aracoeli en Roma, el Niñopan en México, el Divino Niño Huerfanito de Pamplona (Colombia), el Santo Niño Jesús de los Afligidos en San Cristóbal de La Laguna (Tenerife, España), el Divino Niño de Colombia, el Niño Jesús de Escuque, en Escuque (Estado Trujillo) en Venezuela, y el Niño Dios de Sotaquí en Chile, entre otros.

## Historia
Se cree que la imagen fue tallada en España en el siglo XVI, y que pasaba de padres a hijos varones de la familia de los marqueses de Nevares, condes de Treviño y duques de Nájera (Manrique de Lara). 
Fernando II, Emperador del Sacro Imperio Romano Germánico, para manifestar su gratitud a Dios por la victoria alcanzada en la batalla de la Montaña Blanca, fundó en 1620, en la ciudad de Praga, un convento de Padres Carmelitas Descalzos. La imagen fue regalada en 1628 a los carmelitas descalzos que regentaban el convento (actualmente la Iglesia de la Virgen de la Victoria), por la noble Polixena de Pernestán, casada con el canciller del reino de Bohemia, Sidonio Adalberto de Lobkowitz. Ella a su vez había recibido la imagen como regalo de bodas de su madre, María Maximiliana Manrique de Lara y Briceño, familia de los marqueses de Nevares y de los condes de Mollina, dama de la corte de la emperatriz María de Austria. La imagen, elaborada en cera, ha sido objeto de grandísima devoción hasta el momento presente, en que sigue recibiendo las peticiones de los fieles, teniendo una muy extendida fama de milagrosa. Durante el siglo XVII, sufrió diversos avatares, en el trascurso de los saqueos de Praga por tropas sajonas y durante la invasión sueca, en el trascurso de los cuales perdió los brazos, que hubieron de ser reemplazados por otros. La devoción a esta figura fue difundida en España y por todo el mundo por la orden de los Carmelitas Descalzos.
La imagen del Milagroso Niño Jesús de Praga también ha recibido varias distinciones papales, entre ellas; el papa León XIII, instituyó la Congregación del Niño de Jesús de Praga en 1896, el papa san Pío X, organizó la Cofradía del Milagroso Niño Jesús de Praga en 1913, y más recientemente, el papa Benedicto XVI, donó una corona de oro a la imagen durante su visita apostólica a la República Checa en septiembre de 2009.
La Fiesta del Niño Jesús de Praga se celebra actualmente el primer domingo del mes de junio, y su imagen, se venera en un rico retablo dorado en la Iglesia de Nuestra Señora de la Victoria y San Antonio de Padua, no muy lejos de la Catedral de Praga. En la iglesia también se encuentra el Museo del Niño Jesús de Praga, en donde se exponen todas sus alhajas y sobre todo, sus mantos con trajes de otros colores litúrgicos, que cada cierto tiempo le son cambiados a la imagen. En los países de habla hispana con presencia de la Orden del Carmelo Descalzo, su celebración es el 25 de enero.

## Réplicas

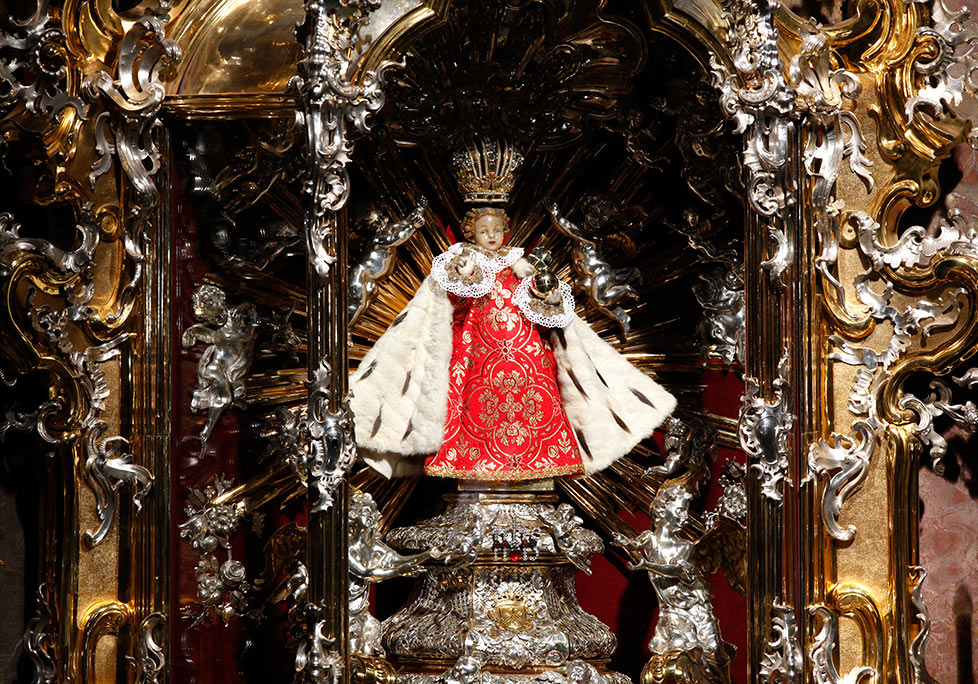
El Niño Jesús de Praga en su altar.

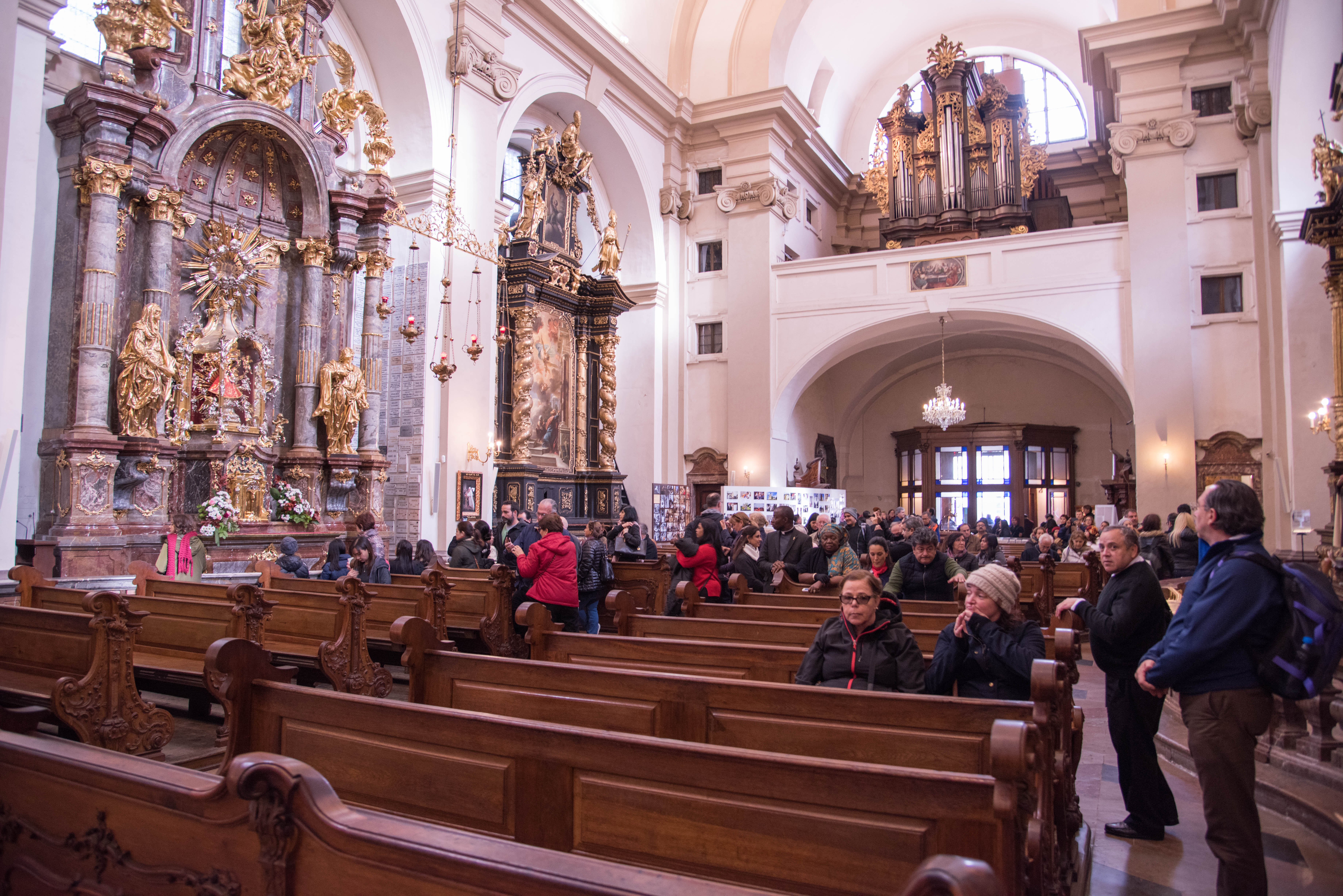
Peregrinos católicos delante del altar del Niño Jesús de Praga.

Hay dos imágenes originarias en la Iglesia de San Pedro del pueblo de Treviño (Burgos, España). En el retablo del altar derecho del crucero, y en las calles laterales, parte inferior, hay dos hornacinas que contienen esas dos imágenes de gran antigüedad, de pie y de cuerpo entero, de un niño con el orbe en una mano y con vestidos de tela bordada. En un lateral de la plaza de la iglesia está el edificio, con su escudo, que fue de los Condes de Treviño.
En la Iglesia de San Francisco de Asís en Santa Cruz de Tenerife (Islas Canarias, España), también se encuentra una imagen del Santo Niño de Praga. Además, descendientes de la Familia Manrique de Lara llegaron a Tenerife, mantuvieron la devoción e incluso, donaron a la imagen original del Santo Niño un manto blanco tejido en la isla. En la misma ciudad de Santa Cruz de Tenerife, en la Parroquia de Santo Domingo de Guzmán (perteneciente a la Orden Carmelita) se encuentra establecida la Cofradía del Niño Jesús de Praga.
En la ciudad de Lima, en el Santuario de Nuestra Señora del Carmen (perteneciente a la Orden Carmelita) se encuentra establecida una Cofradía del Niño Jesús de Praga.
En la ciudad de Santiago de Chile, en la Iglesia del Niño Jesús de Praga (perteneciente a la Orden de los Carmelitas Descalzos) se encuentra una réplica de la imagen que es venerada de manera especial todos los martes y los cuartos domingos de cada mes.
En la ciudad de Medellín, Colombia, en la parroquia de la Arquidiócesis de Medellín fundó el Santuario Niño Jesús de Praga donde cientos de fieles peregrinan los 25 de cada mes y su fiesta se celebra el 25 de agosto.
En la Villa de Espita, Yucatán, México, se encuentra una imagen del Niño Dios de Praga en la parroquia de San José, a dicha imagen el pueblo espiteño le tiene gran devoción y le realiza una gran fiesta en su honor del 19 al 28 de diciembre, siendo el 25 el día más importante.
En el pueblo mágico de Jiquilpan Michoacán se encontró un imagen del Niño Jesús de Praga dentro de un pared durante la remodelación del exconvento franciscano, la imagen se encuentra en el claustro de la parroquia de San Francisco de Asís para su veneración.
En Irlanda es muy popular, habiendo varias réplicas y miniaturas para uso doméstico. Se le asocia con el buen tiempo, por lo que se suelen colocar en jardín para ahuyentar la lluvia, normalmente en caso de una boda próxima o algún evento especial que sea al aire libre.